# 1150
Năm 1150 trong lịch Julius.